# Mont Afrique (roman)
 (avril 2021).
Si vous disposez d'ouvrages ou d'articles de référence ou si vous connaissez des sites web de qualité traitant du thème abordé ici, merci de compléter l'article en donnant les références utiles à sa vérifiabilité et en les liant à la section « Notes et références ».
Pour l’article homonyme, voir Mont Afrique.
Mont Afrique est un roman français (ou belge) de Jean-Claude Pirotte, publié en 1999 par Le Cherche midi.

## Trame narrative
Le roman se présente comme le texte autobiographique d'un narrateur qui n'a pas besoin de donner son nom. Le texte, monologue à la première personne, aux temps du passé, est parfois coupé de passages à la troisième personne (Ils), comme si un autre narrateur corrigeait les confessions, confidences ou révélations, et de phases de dialogues (reconstitués) avec tel ou tel autre personnage du récit.
Le personnage principal anonyme est peut-être âgé de soixante ans, puisqu'il reconnaît évoquer des événements qui se sont ou seraient déroulés vingt ou quarante ans plus tôt. Trois épisodes principalement : le premier, avec Frits et Wim, à Amsterdam, puis à la Maladière, cinq ans plus tard, le second avec Anna (16 ans) en longue fugue, le troisième plus courte avec Barnabé (9 ans, et sa grand-mère). La Maladière est sans doute un lieu-dit, à proximité de Dijon, où mon faux père, le légitime cultivait quelques rangs de vigne au pied du Mont Afrique (p. 36).
Certains événements peuvent se dérouler au début des années 1960, parce qu'il est question de voyages avec le Maroc, et l'Algérie, puis d'une sombre et elliptique histoire de deux jeunes harkis égorgés en côte dijonnaise. Les trois frères sont jeunes, libres, un peu voyous : J'habitais au pied du mont Afrique, je m'y trouvais à l'abri. Je ne m'étonnais pas d'être jeune, en vérité je me sentais vieux. le père nous avait dit que c'était là, et pas ailleurs que nous devions nous planquer, loin des arcans et des gendarmes (incipit p. 13).
Le garçon vit sa vie, sans trop travailler. Il a pu voyager à Djakarta, ou simplement en rêver, comme de Pilsen. Pour cette période de sa vie, à vingt ou vingt-cinq ans, il vit en Bourgogne, chez les siens, boit à s'en saouler, se promène en petite région bourguignonne. Quand Anna, seize ans, fille de voisins, le pousse à l'emmener, il se soumet presque malgré lui, mais par crainte d'être poursuivi pour détournement de mineure, il vagabonde avec elle en voiture, en France, sans doute en Hollande ensuite. Aucune précision temporelle n'est fournie. Le lecteur sait seulement que, longtemps après, il revient au pays, et qu'on continue, toutes histoires oubliées, à l'apprécier.

## Personnages
- Le père, vigneron assidu, présent épisodiquement dans le récit, pour accueillir, rassurer, (et Mme Vrins),
- La mère, sobrement et sombrement évoquée à la fin,
- Jeannot et Verdi, les frangins, frères supposés, impliqués dans divers trafics (hashish ?), recherchés, emprisonnés, ou en fugue,
- Jojo, Denis, Marco, Ahmed, Bébert, amis de la Maladière,
- les tenanciers de bar ou bistro : Reine, Colette, le père Petit,
- les Hollandais, compagnons, autrefois compagnons de dérade,
  - Frits, pharmacien : bourgogne, bière et genièvre,
  - Wim, entrepreneur, golfeur,
- les filles : Carla, Rani la javanaise de Deventer, Anna, Rose, Huguette, Madelon, Marina, Claire...
- Barnabé et sa grand-mère.

## Éditions
- Mont Afrique, roman, Le Cherche Midi, 1999, réédition Folio (Gallimard)  (ISBN 978-2-07-041427-7)

## Réception
Les recensions sont minimales et minimalistes.